# Chris Grayling
Christopher Stephen Grayling, (født 1. april 1962 i London), er en konservativ britisk politiker. Den 4. september 2012 blev han justitsminister og lordkansler i David Camerons regering, og i 2016 transportminister i Regeringen Theresa May.

## Karriere
Grayling har en kandidatgrad i historie fra Cambridge Universitet. Han arbejdede som tv-journalist og tv-producent 1985–2001, blandt andet hos BBC. I parlamentsvalget i 2001 blev Grayling indvalgt i Underhuset for valgkredsen Epsom og Ewell.
Fra 2005 indgik han i det konservative partis skyggekabinet, hvor han blandt andet var skyggeindenrigsminister i 2009–2010. Han var også skyggeleder af Underhuset i 2005.

## Minister
Efter valget i 2010 blev han udnævnt til viceminister (minister of state) for arbejdsmarkedet.
Da Grayling blev lordkansler i 2012 var han den første ikke-jurist på denne post siden 1558.
I 2015 blev Chris Grayling Formand for Det kongelige råd (Lord President of the Council) og Leder af Underhuset.